# Loud (Rihanna-Album)
Loud (en. für: „laut“) ist das fünfte Studioalbum der barbadischen Pop-, R&B- und Hip-Hop-Sängerin Rihanna, das im Herbst 2010 über Def Jam Recordings veröffentlicht wurde. Die Aufnahmen zum Album begannen im Februar 2010 und dauerten bis August 2010. Die daraus veröffentlichten Singles wurden weltweite Hits.

## Hintergrund
Im Juni 2010 wurde bekannt gegeben, dass Rihanna an ihrem fünften Studioalbum arbeite und dass dieses noch Ende des Jahres veröffentlicht werde. Songwriter und Produzenten des Albums sind Taio Cruz, Alex da Kid, Sean Garrett, Ne-Yo, Rico Love, Timbaland, Shontelle, David Guetta und Drake.
- In einem Interview erklärte Rihanna:

„Ich vermisse die Rated-R-Ära auch sehr, aber nichts kann mein neues Album mit den anderen vergleichen, ich bin sichergegangen, dass ich euch mit dem Album nicht enttäusche. […] Ihr habt immer zu mir gehalten, also habt ihr nun ein paar großartige Songs, die das rechtfertigen. […] Ich möchte mit diesem Album nicht den Nachfolger von Good Girl Gone Bad präsentieren. Ich will weiter und den nächsten Schritt in der Evolution von Rihanna einleiten, und es ist unserer Meinung nach perfekt gelungen. […] Jeder soll laut, verrückt, aufgeregt sein, weil ich alles gebe, weil ich von allem noch viel mehr will. Auf dem Album bin ich einfach ich selbst, und das ist die Art und Weise, wie ihr es wollt, und das ist es, was sich für mich als das beste anfühlt. Ich bin einfach normal, normal für mich ist „Loud“! Süß, spaßig, flirtend, energisch. […] Loud ist das Wort, der Name des Albums, der definitiv seine Aussage wiedergibt, es ist wirklich liebenswert und anmachend und fordert deine Aufmerksamkeit, darum mag ich es so. Das Album begleitet dich durch eine wirklich sehr interessante, farbenfrohe Reise.“

„I'm gonna miss the Rated R era too, but nothing compares to the album I just made, I made sure not to let you down with my music. […] You guys are always defending me, so now you’ve got some great songs to justify it. […] I didn’t want to go backward and remake Good Girl Gone Bad. I wanted the next step in the evolution of Rihanna, and it’s perfect for us. […] Get Loud everybody, get crazy, get excited, because I'm pumped. I'm just gonna be me, because that’s what you guys love the most, and that’s what makes me feel best. Just being normal, normal for me is Loud! Sassy, fun, flirty, energetic. […] Loud is, the word, the name of the album definitely reflects the attitude of it, it’s really sassy and flirty and it grabs your attention and that’s why I enjoy it. It takes you through a really really interesting ride. So colorful the album.“

## Musikstil
Auf den elf Liedern des Albums treten mit Drake bei What’s My Name?, Nicki Minaj bei Raining Men und Eminem bei Love the Way You Lie (Part II) drei Rapper in Erscheinung. Bei vielen Liedern rappt Rihanna selber einige Verse. Bei Who’s That Chick, einem Dance-orientierten Track, wirkt der französische DJ und Mixer David Guetta mit, der den kompletten Song produzierte. Weiterhin produzierte StarGate für das Album recht komplexe Dance-Pop-Lieder mit Club-Beats, unter anderem die Songs Only Girl (In the World), What’s My Name? und S&M. S&M ist ein Eurodance-Lied mit Einflüssen von Elektro- und Dance-Pop. What’s My Name?, ein Duett mit dem Rapper Drake, ist ein R&B-Song mit elektronischen Einflüssen. In einem Interview mit Rihanna und Drake wurde der Song als „jung“, „frisch“ und „süß“ bezeichnet. Cheers (Drink to That) ist ein R&B-Song mit funkigen Gitarren-Riffs. Der Song sampelt Teile des Songs I’m with You von Avril Lavigne. Fading ist ein Pop-/R&B-Song, welcher ein Sample von Enyas One by One beinhaltet. Only Girl (In the World) ist ein Eurodance Song mit starken Einflüssen von Dance-Pop, außerdem hat es einen aggressiven Hip-Hop-Beat. California King Bed ist eine Akustik-Ballade mit rockigem Refrain. Man Down ist ein Hip-Hop Song mit Reggae-Einflüssen. In einem Interview beschrieb Rihanna den Hip-Hop/R&B Song Raining Men als „einen wirklich fröhlichen spaßigen Song, der jedem gute Laune bereitet. Es ist ein Up-Tempo-Song, mit guten Qualitäten und einem heißen Rap meiner leidenschaftlichen Kollegin und Freundin Nicki Minaj, meiner Lieblings-Rapperin.“ Bei Complicated handelt es sich um einen Dance-Pop Song. Skin ist ein Lied mit Einflüssen von Rock, R&B und Synthpop.

## Covergestaltung
Auf dem Cover ist Rihannas komplettes Gesicht zu sehen. Sie hat rotgefärbte Haare und trägt Lippenstift im selben Farbton. Rihanna lässt ihre Augen geschlossen und hat ihren Mund leicht geöffnet. Ihr Gesicht wird von einer Lichtquelle beleuchtet. Am Hals erkennt man einzelne Segmente ihres Tattoos, jedoch nicht das ganze Tattoo. Rihanna hat ihr Gesicht nach links gedreht und man sieht die Schulter im unteren Bildabschnitt des Covers. Der ganze Bildausschnitt soll laut Rihanna genau das Gegenteil von Loud darstellen. Am unteren Bildrand in der Mitte befindet sich der weiße Schriftzug mit dem Titel Loud in Großbuchstaben. Am oberen Bildrand in der Mitte steht in weißer Schrift der Name der Interpretin Rihanna.

## Titelliste
| #   | Titel                                         | Autor(en)                                                                                                 | Produzent(en)              | Länge |
| --- | --------------------------------------------- | --- | -------------------------- | ----- |
| 1.  | S&M                                           | Mikkel S. Eriksen, Tor Erik Hermansen, Sandy Wilhelm, Ester Dean                                          | StarGate, Sandy Vee        | 4:04  |
| 2.  | What’s My Name? (feat. Drake)                 | Hermansen, Eriksen, Tracy Hale, Dean, Aubrey Graham                                                       | StarGate                   | 4:23  |
| 3.  | Cheers (Drink to That)                        | Andrew Harr, Jermaine Jackson, Stacey Barthe, Laura Pergolizzi, Corey Gibson, Chris Ivery, Lauren Christy | The Runners                | 4:22  |
| 4.  | Fading                                        | Jamal Jones, Dean                                                                                         | Polow Da Don               | 3:20  |
| 5.  | Only Girl (In the World)                      | Crystal Johnson, Eriksen, Hermansen, Wilhelm                                                              | StarGate, Sandy Vee        | 3:55  |
| 6.  | California King Bed                           | Harr, Jackson, Priscilla Renea, Alex Delicata                                                             | The Runners                | 4:12  |
| 7.  | Man Down                                      | Shama Joseph, Timothy Thomas, Theron Thomas, Shontelle Layne                                              | Shama „Sham“ Joseph        | 4:27  |
| 8.  | Raining Men (feat. Nicki Minaj)               | Melvin Hough II, Rivelino Wouter, Timothy Thomas, Theron Thomas, Onika Maraj                              | Mel & Mus                  | 3:45  |
| 9.  | Complicated                                   | Christopher Stewart, Dean                                                                                 | Tricky Stewart, Ester Dean | 4:18  |
| 10. | Skin                                          | Kenneth Coby, Ursula Yancy                                                                                | Soundz                     | 5:04  |
| 11. | Love the Way You Lie (Part II) (feat. Eminem) | Alexander Grant, Holly Hafferman, Marshall Mathers                                                        | Alex Da Kid                | 4:56  |

## Veröffentlichung und Promotion
Das Album wurde am 12. November 2010 als Standard- und Deluxeversion veröffentlicht. Eine Platinum Edition wurde am 16. November 2010 veröffentlicht, es enthält ein Computerprogramm zum Album und eine DVD mit einem 30-minütigen Making-of von Loud.
Rihanna promotete das Album erstmals am 1. Oktober 2010 in London. Sie gab dem Sender BBC Radio 1 ein Interview und sagte: „Ich kann einfach nicht glauben, dass es schon mein fünftes Album ist, […]“. „Das Album ist etwas neues. Ich hatte nie zuvor diese Kreativität wie bei diesem Album und es ist ganz einfach ein perfektes Rihanna-Album, jedes Lied ist von mir selbst inspiriert, nur ich kann diese Lieder singen, es ist etwas sehr eigenes. Jeder der diese Lieder hört wird sofort wissen, dass die wahre Rihanna diese Lieder sang. Die Lieder sind einfach so aufwändig und so viel von mir, dass nur ich diese Lieder singen kann und niemand anderes und das war mir eine der wichtigsten Dinge bei diesem Album, jedes Lied sollte so sein, dass nur ich diese Lieder singen kann. Und mein Plan hat funktioniert, ich bin wirklich sehr stolz und überglücklich über dieses Album, ich selbst finde es jedenfalls mein bislang bestes Werk. […]“ Während der Arbeiten am Album hatte Rihanna nur ein Ziel: „Ich möchte Lieder, die Rihanna-Lieder sind, ich möchte wirklich nur Lieder, wo Zuhörer genau wissen, dass es meine Lieder sind. Ich möchte Lieder, die nur ich singen kann und kein anderer. Ich möchte keine normalen Popsongs, wie die von Kesha oder Lady Gaga oder meiner Freundin Katy Perry, wo jeder eine exakte Coverversion erstellen kann.“ In einem Club in London stellte Rihanna während ihrer Promo-Tour fünf Lieder des Albums vor. Rihanna sagte während der Promo-Tour, dass ihr die meisten Ideen für die Lieder des Albums aus einem Gefühl der Frustration über schlechte Musik anderer einfielen. Sie erklärte: „Wenn du in einem Club oder zur Disko gehst und du dir schlechte Musik anhören musst, du aber Spaß haben wolltest, bist du nur noch frustriert. So entstanden die Ideen für einige Lieder. Ich hasse es, wenn Leute meine Musik schlecht finden. Also wollte ich ein Album machen, das jeder gut findet.“

## Singleauskopplungen
Die erste Single Only Girl (In the World) wurde am 10. September 2010 veröffentlicht und erreichte in vielem Ländern die Spitzenposition. What’s My Name?, ein Duett mit dem Rapper Drake, wurde am 29. Oktober 2010 als zweite Single des Albums veröffentlicht. S&M wurde als dritte Single veröffentlicht. Die vierte Single ist Man Down und wurde hauptsächlich in den USA veröffentlicht. Die Ballade California King Bed wurde weltweit als fünfte Single veröffentlicht. Als sechste Single wurde am 24. Juli 2011 Cheers (Drink to That) angekündigt. Außerdem wurde der Song Raining Men als Promo-Single veröffentlicht.

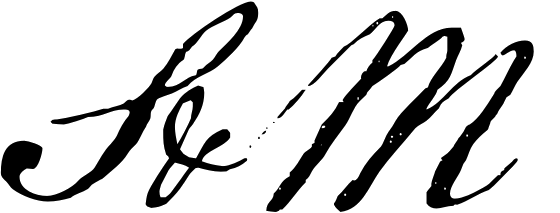
S&M Logo

| Jahr | Titel                    | Höchstplatzierung, Gesamtwochen, AuszeichnungChartplatzierungen (Jahr, Titel, , Platzierungen, Wochen, Auszeichnungen, Anmerkungen) | Höchstplatzierung, Gesamtwochen, AuszeichnungChartplatzierungen (Jahr, Titel, , Platzierungen, Wochen, Auszeichnungen, Anmerkungen) | Höchstplatzierung, Gesamtwochen, AuszeichnungChartplatzierungen (Jahr, Titel, , Platzierungen, Wochen, Auszeichnungen, Anmerkungen) | Höchstplatzierung, Gesamtwochen, AuszeichnungChartplatzierungen (Jahr, Titel, , Platzierungen, Wochen, Auszeichnungen, Anmerkungen) | Höchstplatzierung, Gesamtwochen, AuszeichnungChartplatzierungen (Jahr, Titel, , Platzierungen, Wochen, Auszeichnungen, Anmerkungen) | Anmerkungen                                                               |
| Jahr | Titel                    | DE | AT | CH | UK | US | Anmerkungen                                                               |
| ---- | ------------------------ | --- | --- | --- | --- | --- | ------------------------------------------------------------------------- |
| 2010 | Only Girl (In the World) | DE2 (48 Wo.)DE | AT1 (33 Wo.)AT | CH2 (39 Wo.)CH | UK1 (46 Wo.)UK | US1 (27 Wo.)US | Erstveröffentlichung: 10. September 2010 Verkäufe: + 11.597.988           |
| 2010 | What’s My Name?          | DE12 (14 Wo.)DE | AT13 (17 Wo.)AT | CH13 (22 Wo.)CH | UK1 (31 Wo.)UK | US1 (22 Wo.)US | Erstveröffentlichung: 26. Oktober 2010 Verkäufe: + 8.019.738; feat. Drake |
| 2011 | S&M                      | DE2 (28 Wo.)DE | AT4 (28 Wo.)AT | CH2 (32 Wo.)CH | UK3 (40 Wo.)UK | US1 (26 Wo.)US | Erstveröffentlichung: 21. Januar 2011 Verkäufe: + 9.375.573               |
| 2011 | Man Down                 | — | — | CH9 (24 Wo.)CH | UK54 (11 Wo.)UK | US59 (14 Wo.)US | Erstveröffentlichung: 3. Mai 2011 Verkäufe: + 3.055.000                   |
| 2011 | California King Bed      | DE8 (20 Wo.)DE | AT4 (20 Wo.)AT | CH10 (23 Wo.)CH | UK8 (17 Wo.)UK | US37 (14 Wo.)US | Erstveröffentlichung: 13. Mai 2011 Verkäufe: + 3.377.500                  |
| 2011 | Cheers (Drink to That)   | — | — | CH66 (1 Wo.)CH | UK15 (13 Wo.)UK | US7 (18 Wo.)US | Erstveröffentlichung: 2. August 2011 Verkäufe: + 2.645.000                |

## Kommerzieller Erfolg

### Chartplatzierungen
| ChartsChartplatzierungen       | Höchstplatzierung | Wochen |
| ------------------------------ | ----------------- | ------ |
| Deutschland (GfK)              | 2 (… Wo.)         | …      |
| Österreich (Ö3)                | 3 (40 Wo.)        | 40     |
| Schweiz (IFPI)                 | 1 (74 Wo.)        | 74     |
| Vereinigte Staaten (Billboard) | 3 (75 Wo.)        | 75     |
| Vereinigtes Königreich (OCC)   | 1 (112 Wo.)       | 112    |

| ChartsJahrescharts (2010)    | Platzierung |
| ---------------------------- | ----------- |
| Deutschland (GfK)            | 39          |
| Österreich (Ö3)              | 72          |
| Schweiz (IFPI)               | 21          |
| Vereinigtes Königreich (OCC) | 4           |

| ChartsJahrescharts (2011)      | Platzierung |
| ------------------------------ | ----------- |
| Deutschland (GfK)              | 32          |
| Österreich (Ö3)                | 33          |
| Schweiz (IFPI)                 | 6           |
| Vereinigte Staaten (Billboard) | 9           |
| Vereinigtes Königreich (OCC)   | 6           |

| ChartsJahrescharts (2012)    | Platzierung |
| ---------------------------- | ----------- |
| Vereinigtes Königreich (OCC) | 64          |

### Auszeichnungen für Musikverkäufe
| Land/Region                  | Auszeichnungen für Musikverkäufe (Land/Region, Auszeichnung, Verkäufe) | Verkäufe    |
| ---------------------------- | ---------------------------------------------------------------------- | ----------- |
| Australien (ARIA)            | 3× Platin                                                              | 210.000     |
| Belgien (BRMA)               | Platin                                                                 | (30.000)    |
| Brasilien (PMB)              | Platin                                                                 | 40.000      |
| Dänemark (IFPI)              | 4× Platin                                                              | (80.000)    |
| Deutschland (BVMI)           | 2× Platin                                                              | (400.000)   |
| Europa (IFPI)                | 3× Platin                                                              | 3.000.000   |
| Golf-Kooperationsrat (IFPI)  | Gold                                                                   | 3.000       |
| Irland (IRMA)                | 5× Platin                                                              | (75.000)    |
| Italien (FIMI)               | Platin                                                                 | (60.000)    |
| Japan (RIAJ)                 | Gold                                                                   | 100.000     |
| Kanada (MC)                  | 3× Platin                                                              | 240.000     |
| Neuseeland (RMNZ)            | 6× Platin                                                              | 90.000      |
| Österreich (IFPI)            | Gold                                                                   | (10.000)    |
| Polen (ZPAV)                 | 3× Platin                                                              | (60.000)    |
| Portugal (AFP)               | Gold                                                                   | (7.500)     |
| Russland (NFPF)              | Gold                                                                   | (10.000)    |
| Schweden (IFPI)              | 2× Platin                                                              | (80.000)    |
| Schweiz (IFPI)               | 2× Platin                                                              | (60.000)    |
| Singapur (RIAS)              | Platin                                                                 | 10.000      |
| Spanien (Promusicae)         | Gold                                                                   | (30.000)    |
| Ungarn (MAHASZ)              | Gold                                                                   | (3.000)     |
| Vereinigte Staaten (RIAA)    | 5× Platin                                                              | 5.000.000   |
| Vereinigtes Königreich (BPI) | 7× Platin                                                              | (2.100.000) |
| Insgesamt                    | 7× Gold · 51× Platin ·                                                 | 8.693.000   |

Hauptartikel: Rihanna/Auszeichnungen für Musikverkäufe

## Tournee
Am 4. Juni 2011 hat Rihanna ihre vierte Tournee begonnen. Die Tour dient zur Präsentation ihres fünften Albums Loud. Sie wird nach der Ankündigung vom 7. Dezember 2010 93 Konzerte umfassen, beginnend in Baltimore, Vereinigte Staaten, und soll in London am 22. Dezember 2011 enden. Aufgrund der Nachfrage in Großbritannien wurde die Tour mehrmals verlängert.